# IUPAC无机化学命名法
国际纯粹与应用化学联合会无机化学命名法（英語：IUPAC nomenclature of inorganic chemistry），简称IUPAC无机化学命名法或IUPAC无机物命名法，是国际纯粹与应用化学联合会（IUPAC）推荐命名无机化合物的系统方法。该命名法发表在《无机化学命名法》中（Nomenclature of Inorganic Chemistry），其非正式名称为《红皮书》（Red Book）。理想情况下，每种无机化合物都应该有一个名称，通过该名称可以确定无机化合物的分子式。有机化学中也有IUPAC命名法。
其现在遵循IUPAC无机化学命名法2005年（Nomenclature of Inorganic Chemistry 2005）和《无机化学命名原则》（1980年，中国化学会）两部现行命名法。对于还未统一中文命名的名称，以IUPAC英文命名标注，后加括号内有建议使用的中文名称。

## 目的
- 本命名法的目的是：
  1. 确定元素的名称
  2. 建立一套无机化合物的命名法，使根据这套命名法定出的名称，能够确切而简明地表示无机化合物的组成和结构
  3. 统一化学命名，避免产生混淆。
- 希望大家遵照此命名法规范命名。

## 总则

### 化学介词
- 化合物的系统名称是由其基本构成部分名称连缀而成的。
- 化学介词，在文法上就是连缀基本构成部分名称以形成化合物名称的连缀词。

#### 化
- 表示简单和化合。如
  - 氯原子(Cl)与钠原子(Na)化合而成的NaCl就叫氯化钠
  - 氢氧基(HO—)与钾原子(K)化合而成的KOH就叫氢氧化钾

#### 合
- 表示分子与分子或分子与离子相结合，如
  - CaCl2·H2O叫一水合氯化钙
  - H3O+叫水合氢离子

#### 代
1. 表示取代了母体化合物中的氢原子，如
  - ClCH2·COOH叫氯代乙酸
  - NH2Cl叫氯代氨
  - NHCl2叫二氯代氨
2. 表示硫、硒或碲原子取代氧，如
  - 如H2S2O3叫硫代硫酸
  - HSeCN叫硒代氰酸

#### 聚
- 表示两个以上同种的分子互相聚合，如
  - (HF)2叫二聚氟化氢
  - (HOCN)3叫三聚氰酸
  - (NaPO3)6叫六聚偏磷酸钠。

### 基和根
- 基和根是指在化合物中存在的原子基团，若以共价键与其他组分结合者叫做基，以离子键与其他组分结合者叫做根。

#### 一般的基名和根名
基和根一般均从其母体化合物命名，称其为某基或某根。
例：
- NH3:氨，NH2—：胺基
- H2SO4:硫酸，HSO4−:硫酸氢根，SO42−:硫酸根
- H2SiF6:氟硅酸，SiF6−:氟硅酸根
- H2C2O4:草酸，C2O42−:草酸根

#### 特定的基名和根名
基和根也可以联缀其所包括的元素名称来命名，价已满的元素名放在前面，未满的放在后面。
例如：
- HO—:氢氧基
- HS—:氢硫基

个别的基和酸，为了命名简便起见，给有特定名称。无机化合物中常用的特定根、基名称不多，在这里全部列出如下：
- 羟基：HO—<也可以称作氢氧基，羥>
- 巯基：HS—<也可以称作氢硫基，巯>
- 羰基：OC=<羰>
- 氰基：NC—<氰>
- 叠氮基：N3—
- 铵根：NH4+<銨>
- 醯基：含氧酸分子中去掉—OH基后剩下的基叫做醯基，如硝醯-NO2。

某酸的全部—OH均已去掉时，就从酸名命名为某醯(基)；如果只去掉m个—OH基，则称为某酸m醯(基)，基字通常可以略去。
注意：醯字今可简化为酰
例如：
- H3PO4:磷酸
  - H2PO3—:磷酸一醯(基)
  - HPO2=:磷酸二醯(基)
  - PO≡:磷醯(基)
- HNO3:硝酸，NO2—:硝醯
- HNO2:亚硝酸，NO—:亚硝醯
- H2C2O4:草酸，HC2O3—:草酸一醯，C2O2=:草醯(基)

### 离子

#### 元素的离子
- 元素的离子，根据元素名称及其氧化态来命名。
  - Cl−:氯离子
  - I−:碘离子
  - H+:氢离子
  - Na+:钠离子
  - Zn2+:锌离子
  - Al3+:铝离子
  - Fe3+:铁离子
  - Fe2+:亚铁离子

#### 带电原子团
- 带电的原子团，已如上述成为某根，若需指明其为离子时则称为某离子或某根离子：
  - NH4+:铵离子
  - HSO4−:硫酸氢根离子
  - SO42−:硫酸根离子
  - SiF6−:氟硅酸根离子
  - PO43−:磷酸根离子

### 特定的词头
- 亚：比常见的基少含一个氢原子而多一个化合价的基，用词头“亚”表示

如：NH2—叫氨基；NH=叫亚氨基
- 过：—O—O—称为过氧基，—S—S—称为过硫基

## 元素
元素又称化学元素，指自然界中一百多种基本的金属和非金属物质，它们只由几种有共同特点的原子组成，其原子中的每一核子具有同样数量的质子，质子数来决定元素是由种类。

具有相同核电荷数（即质子数）的同一类原子总称为元素。（在这里，离子是带电荷的原子或原子团）到目前为止，人们在自然中发现的物质有3000多万余种，但组成他们的元素目前（2016年）只有118种。所有化学物质都包含元素，即任何物质都包含元素，随着人工的核反应，更多的新元素将会被发现出来。

## 二元化合物
二元化合物指包含两种不同元素的化合物 。例如水（H2O）、氯化钠（NaCl）、氧化铝（Al2O3）、硫化氢（H2S）等。
主要指无机化合物中分子是由两种元素组成的化合物，或化学式中只含有两种元素的化合物。如氯化钠（NaCl）、溴化银（AgBr）、水（H2O）等。
“某化某”化合物中元素的价态都为其最常见的价态，且该命名不会导致歧义。习惯上是呈负价的元素在命名时放在前面。
“几某化几某”当化合物中的元素变价较多，或元素所呈价态不是主要价态时，以上命名会导致歧义 （多为非金属元素 非氢元素）。例如二氟化二氧（O2F2）、四氮化四硫（S4N4）等。
另外，臺灣的標準中
1. 沒有正一字，
2. 高某化物稱作過某化物。

| 元素 | 价态 | 冠字 | 示例              |
| ---- | ---- | ---- | ----------------- |
| N    | +3   | 亚   | HNO2 亚硝酸       |
| N    | +5   | (正) | KNO3 硝酸钾       |
| P    | +1   | 次   |                   |
| P    | +3   | 亚   | H3PO3亞磷酸       |
| P    | +5   | (正) | (NH4)3PO4 磷酸铵  |
| S    | +4   | 亚   | Na2SO3 亚硫酸钠   |
| S    | +6   | (正) | H2SO4 硫酸        |
| Cl   | +1   | 次   | HClO 次氯酸       |
| Cl   | +3   | 亚   | NaClO2 亚氯酸钠   |
| Cl   | +5   | (正) | KClO3 氯酸钾      |
| Cl   | +7   | 高   | AgClO4 高氯酸银   |
| Cr   | +2   | 亚   | CrCl2 氯化亚铬    |
| Cr   | +3   | (正) | CrCl3 氯化铬      |
| Mn   | +2   | (正) | MnSO4 硫酸锰      |
| Mn   | +7   | 高   | KMnO4 高锰酸钾    |
| Fe   | +2   | 亚   | FeO 氧化亚铁      |
| Fe   | +3   | (正) | Fe2O3 氧化铁      |
| Fe   | +6   | 高   | K2FeO4 高铁酸钾   |
| Co   | +2   | (正) | CoSO4 硫酸钴      |
| Co   | +3   | 高   | CoF3 氟化高钴     |
| Cu   | +1   | 亚   | Cu2SO4 硫酸亚铜   |
| Cu   | +2   | (正) | CuCl2 氯化铜      |
| 镧系 | +2   | 亚   | SmSO4 硫酸亚钐    |
| 镧系 | +3   | (正) | Pr(NO3)3 硝酸镨   |
| 镧系 | +4   | 高   | Ce(SO4)2 硫酸高铈 |
| Hg   | +1   | 亚   | Hg2Cl2 氯化亚汞   |
| Hg   | +2   | (正) | HgO 氧化汞        |
| Tl   | +1   | 亚   | Tl2SO4 硫酸亚铊   |
| Tl   | +3   | (正) | Tl(NO3)3硝酸铊    |

注1：当冠字为“正”时，命名时通常省略。
注2：在命名时，二元化合物和多元化合物均适用此表，当出现非表中价态时，选用其他命名法，如NO2可命名为二氧化氮或氧化氮(IV)。

## 三元、四元等化合物
三元、四元等多元化合物为对应种数元素组成的化合物，包含了含氧酸盐，如硫酸钠（Na2SO4）是三元化合物、高氯酸铵（NH4ClO4）是四元化合物。
混盐和複鹽在命名时，有多种电负性组分同时存在时，电负性强者在前，有多种电正性组分同时存在时，电正性弱者在前；若视作分子化合物命名，分子量较小者在前，如：
Ca(NO3)Cl 氯化硝酸钙
KNaCO3 碳酸钠钾
NH4MgAsO4 砷酸镁铵
KAl(SO4)2·12H2O 十二水合硫酸铝钾　K2SO4·Al2(SO4)3·24H2O 二十四水合硫酸铝硫酸钾

## 简单含氧酸和简单含氧酸盐

### 简单含氧酸
酸根中含有氧原子的酸。皆含有X—O—H键，有的亦含有X—O键等。
根据酸中含氧与否，分为含氧酸和无氧酸。
含氧酸种类繁多，有正酸、原酸、偏酸、亚酸、次酸、高酸、连酸、过氧酸、同多酸、杂多酸、某代酸（代氧，如硫代硫酸）、某取代酸（取代羟基，如卤磺酸）等。
含氧酸：H2SO4 ,HNO3 ,H3PO4等。
命名：一般命名为某酸
- H2SO4硫酸
- H3PO4磷酸

在含氧酸中，由同一元素生成的各种组成元素相同的酸，可按其中所含氧原子数多少按顺序冠以高、（正）、亚或次(中華民國慣用為 過→(無)→亞→次)。其中最常见的酸定名为（正）某酸，比它氧原子数多的冠以高(中華民國慣用 過)字，比它少的冠以亚字，更少的冠以次字。 
- HClO4高氯酸(中華民國慣用 過氯酸)
- HClO3氯酸
- HClO2亚氯酸
- HClO次氯酸

### 原酸
含氧酸根的化合价与其中氧原子数相同的酸，称为原酸。命名为原某酸。 比如： H4SiO4原硅酸

### 偏酸
正酸缩去一水分子而成的酸，称为偏某酸。 例如： H2SiO3（偏）硅酸

### 焦酸（重酸）
由两个简单含氧酸缩去一分子水。通常命名为焦酸，也有称重酸。 如： 
2H2SO4-H2O=H2S2O7（焦硫酸） 
2H2CrO4-H2O=H2Cr2O7（重铬酸）

## 同多酸和同多酸盐
由两个或两个以上同种含氧酸分子通过缩水而成的酸叫同多酸。如Na8Si3O10，可命名为（二缩）三（原）硅酸八钠，括号内的可省略，当写成4Na2O·3SiO2时，可命名为［3:4］硅酸钠；Na10W12O41，可命名为（七缩）十二钨酸十钠，写成5Na2O·12WO3时，可命名为［12:5］钨酸钠。
正、偏或原酸盐不属于多酸盐。

## 杂多酸和杂多酸盐
杂多酸是含有杂原子的多酸，杂多酸盐是杂多酸形成的盐。命名这类化合物时，可将其解析为简单盐或氧化物的形式，如K3PO4·12MoO3命名为十二钼磷酸钾，或写成3K2O·2P2O5·24MoO3命名为24:2:3钼磷酸钾。

## 加成化合物
对于已经确定结构的加成化合物，按照配位化合物的命名方法来命名，对于结构不确定的加成化合物，建议用带有圆点“·”的命名。例如：
3CdSO4·8H2O 硫酸镉·水（3/8）
Na2CO3·10H2O 碳酸钠·水（1/10） 或 十水合碳酸钠
[Cu(H2O)4]SO4·H2O 一水合硫酸四水合铜(II)
CaCl2·8NH3 氯化钙·氨（1/8）
C6H6·NH3·Ni(CN)2 氨·苯·氰化镍（1/1/1）

## 硼化合物
二元硼化合物按照一般命名法命名，如B2F4 四氟化二硼，LaB6 六硼化镧。
硼氢化合物BxHy统称硼烷。硼原子数x＜10时，用干支（乙、丙、丁等）来命名，超过10时，用中文数字词头命名，氢原子数用括号标出，如：
B2H6 乙硼烷（6）
B5H9 戊硼烷(9)
B5H11 戊硼烷(11)
复杂硼烷按照硼烷的衍生物命名。
含硼配合物的阴离子按照配位化合物的命名法来命名，如NaBF4 四氟硼酸钠。当无歧义时，“四”可省略。

## 配位化合物
配位化合物简称配合物，也称错合物、络合物，为一类具有特征化学结构的化合物。由中心原子或离子（统称中心原子）和围绕它的称为配位体（简称配体）的分子或离子，完全或部分由配位键结合形成。
系统名称是按照《无机化学命名原则》(1980)命名的。命名时，阴离子在前，阳离子在后。对于中性和阳离子配合物，首先命名配体，词尾缀以“合”字与金属名称相连,在金属名称之后附加括号的罗马数字,标明氧化态。有不同配体时，在配体名称之间以中圆点(·)分开。配体的次序是负离子在前，中性分子在后；无机配体在前，有机配体在后。相同配体多于一个时，前缀倍数词头二、三等标明简单基团如氯、硝酸根、水等的数目；对于较复杂的配体如胺基乙酸根H2NCH2COO-、三苯基膦P(C6H5)3等的名称，倍数词头所标的配体加以括号，以免混淆。阴离子配合物的命名规则相同，但在金属名称后面缀以“酸”字。配合物中含有连接两个或两个以上金属原子的桥配体时，用前缀μ表示，例如： 除系统命名外，配合物也有用俗名命名的，例如K4(Fe(CN)6)称为亚铁氰化钾。许多普通离子,如CrO3-、WO4-、SO4-、PO4-等皆是配离子,因为它们既有中心原子的构型，也有一部分配位键,但它们一向是以普通化合物命名,故不采用系统命名。又如,PF5和SiF4中没有配位键，为普通化合物,当P和Si与F-以配位键结合形成配离子[PF6]-和[SiF6]2-时,则应命名为六氟合磷酸根离子和六氟合硅酸根离子。
示例：
K3[Fe(CN)6] 六氰合铁酸（3−）钾；六氰合铁(III)酸钾；六氰合铁酸三钾
[Fe(en)3]Cl3 三氯化三(乙二胺)合铁(III)
[PtNO2NH3NH2OH(py)]Cl 氯化硝基·氨·羟胺·吡啶合铂（1＋）；氯化硝基·氨·羟胺·吡啶合铂(II)
K2[OsCl5N] 五氯·氮合锇酸（2−）钾；五氯·氮合锇(VI)酸钾
[Co(NH2)2(NH3)4]OC2H5 乙氧化二氨基·四氨合钴（1＋）；乙氧化二氨基·四氨合钴(III)
Cs3[Ag(S2O3)2] 二（硫代硫酸根）合银酸（3−）铯；二(硫代硫酸根)合银(I)酸铯
[Ru(N2)(NH3)5]Cl2 二氯化双氮·五氨合钌（2＋）；二氯化双氮·五氨合钌(II)
[Cr(C6H6)2] 二（η-苯）合铬(0)
在不引起歧义时，价态、配位方式等可省略。如“二（η-苯）合铬(0)”可称作“二苯铬”。